# Senargent-Mignafans
Senargent-Mignafans – miejscowość i gmina we Francji, w regionie Burgundia-Franche-Comté, w departamencie Górna Saona.
Według danych na rok 1990 gminę zamieszkiwały 274 osoby, a gęstość zaludnienia wynosiła 25 osób/km² (wśród 1786 gmin Franche-Comté Senargent-Mignafans plasuje się na 475. miejscu pod względem liczby ludności, natomiast pod względem powierzchni na miejscu 382.).